# Genoa WCT 1982
Il Genoa WCT 1982 è stato un torneo di tennis giocato sul sintetico indoor. È stata la 1ª edizione del torneo che fa parte del World Championship Tennis 1982. Si è giocato a Genova in Italia dal 22 al 28 febbraio 1982.

## Campioni

### Singolare maschile
Ivan Lendl ha battuto in finale  Vitas Gerulaitis con il punteggio di 6–7 6–4 6–2 6–3

### Doppio maschile
Pavel Složil /  Tomáš Šmíd hanno battuto in finale  Mike Cahill /  Buster Mottram con il punteggio di 6–7, 7–5, 6–3